# خوس بیرینگس
خوس بیرینگس (هلندی: Guus Bierings؛ زادهٔ ۲۸ سپتامبر ۱۹۵۶) دوچرخه‌سوار اهل هلند است.
وی در مسابقات کشوری و بین‌المللی در مجموع برندهٔ ۱ مدال طلا شده‌است.